# Logaritemsko normalna porazdelitev
Logaritemska normalna porazdelitev  (tudi lognormalna porazdelitev ali Galtonova porazdelitev) je družina dvoparametričnih zveznih verjetnostnih porazdelitev slučajne spremenljivke, katere logaritem je normalno porazdeljen. 

## Lastnosti

### Funkcija gostote verjetnosti
Funkcija gostote verjetnosti za logaritemsko normalno porazdelitev je 
{\displaystyle f_{X}(x;\mu ,\sigma )={\frac {1}{x\sigma {\sqrt {2\pi }}}}e^{-{\frac {(\ln x-\mu )^{2}}{2\sigma ^{2}}}},\ \ x>0}.

### Zbirna funkcija verjetnosti
Zbirna funkcija verjetnosti je enaka 
{\displaystyle F_{X}(x;\mu ,\sigma )={\frac {1}{2}}\operatorname {erfc} \!\left[-{\frac {\ln x-\mu }{\sigma {\sqrt {2}}}}\right]\!}
kjer je 
- {\displaystyle \operatorname {erfc} (x)\!} komplementarna funkcija napake.

### Pričakovana vrednost
Pričakovana vrednost je enaka 
{\displaystyle e^{\mu +\sigma ^{2}/2}}.

### Varianca
Varianca je enaka 
{\displaystyle (e^{\sigma ^{2}}\!\!-1)e^{2\mu +\sigma ^{2}}}.

### Sploščenost
Sploščenost je 
{\displaystyle e^{4\sigma ^{2}}\!\!+2e^{3\sigma ^{2}}\!\!+3e^{2\sigma ^{2}}\!\!-3}.

### Koeficient simetrije
Koeficient simetrije je enak
{\displaystyle (e^{\sigma ^{2}}\!\!+2){\sqrt {e^{\sigma ^{2}}\!\!-1}}}.

### Funkcija generiranja momentov
Funkcija generiranja momentov je določena je samo za negativne vrednosti na intervalu {\displaystyle (0,-\infty ]\!}.

### Karakteristična funkcija
Za karakteristično funkcijo lahko uporabimo obrazec 
{\displaystyle \sum _{n=0}^{\infty }{\frac {(it)^{n}}{n!}}e^{n\mu +n^{2}\sigma ^{2}/2}}, ki je sicer asimptotično divergenten, toda je uporaben za izračunavanje.
.

## Povezave z drugimi porazdelitvami
- Če je slučajna spremenljivka {\displaystyle X\!} porazdeljena po normalni porazdelitvi, kar zapišemo kot {\displaystyle X\sim {\mathcal {N}}(\mu ,\sigma ^{2})}, potem velja tudi {\displaystyle \exp(X)\sim \operatorname {log-{\mathcal {N}}} (\mu ,\sigma ^{2}).}.

- Če ima slučajna spremenljivka {\displaystyle X\!} logaritemsko normalno porazdelitev {\displaystyle X\sim \operatorname {log-{\mathcal {N}}} (\mu ,\sigma ^{2})}, potem je {\displaystyle \ln(X)\sim {\mathcal {N}}(\mu ,\sigma ^{2})} normalno porazdeljena slučajna spremenljivka.

- Če so {\displaystyle X_{j}\sim \operatorname {log-{\mathcal {N}}} (\mu _{j},\sigma _{j}^{2})} statistično neodvisne slučajne spremenljivke, ki so logaritemsko normalno porazdeljene, in če velja {\displaystyle Y=\textstyle \prod _{j=1}^{n}X_{j}}, potem je slučajna spremenljivka {\displaystyle X\!} tudi logaritemsko normalno porazdeljena, kar zapišemo kot

{\displaystyle Y\sim \operatorname {log-{\mathcal {N}}} {\Big (}\textstyle \sum _{j=1}^{n}\mu _{j},\ \sum _{j=1}^{n}\sigma _{j}^{2}{\Big )}.}.
- Če je slučajna spremenljivka {\displaystyle X\!} porazdeljena logaritemsko normalno {\displaystyle X\sim \operatorname {log-{\mathcal {N}}} (\mu ,\sigma ^{2})}, potem pravimo, da ima {\displaystyle X+c\!}  premaknjeno logaritemsko normalno porazdelitev.

- Kadar ima slučajna spremenljivka {\displaystyle X\!} logaritemsko normalno porazdelitev {\displaystyle X\sim \operatorname {log-{\mathcal {N}}} (\mu ,\sigma ^{2})}, potem ima slučajna spremenljivka {\displaystyle Y=Y.a\!} tudi logaritemsko normalno porazdelitev {\displaystyle Y\sim \operatorname {log-{\mathcal {N}}} (\ln a+\mu ,\ \sigma ^{2}).}

- Kadar ima slučajna spremenljivka {\displaystyle X\!} logaritemsko normalno porazdelitev {\displaystyle X\sim \operatorname {log-{\mathcal {N}}} (\mu ,\sigma ^{2})}, potem ima tudi  {\displaystyle Y=1/X\!} logaritemsko normalno porazdelitev {\displaystyle Y\sim \operatorname {log-{\mathcal {N}}} (-\mu ,\ \sigma ^{2}).}